# Kierisjaure
Kierisjaure är en sjö i Jokkmokks kommun i Lappland och ingår i Luleälvens huvudavrinningsområde. Sjöns area är 0,24 kvadratkilometer och den är belägen 187 meter över havet.